# Ecossistema aquático
Ecossistemas aquáticos abrangem os ecossistemas de água doce: rios, lagos, lagoas e geleiras, assim como os recursos hídricos subterrâneos que são certos os lençóis freáticos e reservatórios subterrâneos; e também os ecossistemas marítimos e costeiros, como manguezais e restingas, nas áreas costeiras de mares e oceanos.
Segundo a Agência Nacional de Águas do Brasil (ANA), os ecossistemas aquáticos são analisados de acordo com o bioma ao qual pertencem, como a floresta amazônica, a caatinga, o cerrado e o pantanal, mata  atlântica e os campos sulinos, e a zona costeira e marinha.
Significa todos os ecossistemas aquáticos, que tem um corpo de biótopo de água, tais como: mares, oceanos, rios, lagos, pântanos e assim por diante. Os dois mais importantes são: os ecossistemas marinhos e de água doce.

## Importância ecológica do ecossistema aquático
A quantidade, as variações e regularidade das águas do rio são de grande importância para as plantas, animais e pessoas que vivem ao longo de seu curso. A fauna dos rios é de anfíbios, peixes e uma grande variedade de invertebrados aquáticos.
Rios e suas planícies de inundação sustentam ecossistemas diversos e valiosos, não só pela disposição da água doce para suporte da vida, mas também pela criação de um substrato orgânico que forma a base das cadeias alimentares. No leito dos rios, os peixes se alimentam de plantas. Insetos são comidos por aves, anfíbios, répteis e mamíferos, formando assim teias alimentares dependentes do suporte aquático.
A água fresca do rio tem uma grande variedade de composição. Como a composição química depende, em primeiro lugar, do que a água pode dissolver no solo, é o solo que determina a maior parte composição química da água.
Se o solo é pobre em sais solúveis e minerais,  a água será igualmente pobre em sais e minerais. E, analogamente, se o solo é rico em substâncias solúveis,  a água se tornará rica em sais minerais.
As características físico-químicas da água são essenciais para os seres vivos que nela residem pois estão permanentemente em contato com ela.

## Classificação
Como dito, os mais importantes ecossistemas aquáticos são o marinho e o de água doce. Há também zonas costeiras, bentônicos e pelágicos.

### Marinho
O ecossistema marinho cobre aproximadamente 71% da superfície terrestre, e 97% da água do planeta. 32% da produção primária líquida do mundo. 

### Limnociclo (água doce)
O ecossistema de água doce cobre 0,8% da superfície terrestre, e é responsável por 0,009% da água total do planeta.
Há basicamente três divisões entre dentro do ecossistema de água doce.
Ecossistemas lênticos, lóticos, as zonas úmidas.

#### Zonas úmidas
Áreas onde o solo está saturado com água ou inundadas em partes do ano.

#### Lêntico
Ecossistema lêntico: a água é parada ou de baixo fluxo, tais como lagos, lagoas, poças e reservatórios.
Ambientes lênticos, ou ‘lagos’ podem ser de água salina, doce, em ambiente continental ou costeiro, sendo estes totalmente ou parcialmente circundados por terra firme. São formações relativamente recentes, do ponto de vista geográfico e de “pequena” duração.

##### Regiões para o desenvolvimento dos estudos em ambientes lênticos

###### Região Litorânea
Compreende ao compartimento do lago que está em contato direto com o ecossistema terrestre adjacente, sendo desta forma influenciado diretamente por ele. Esta região possui todos os níveis tróficos de um ecossistema, ou seja, produtores primários (especialmente macrófitas aquáticas), consumidores e decompositores, sendo considerada como um compartimento autônomo dentro do ecossistema aquático. Vale ressaltar que em muitos ambientes lênticos a região litorânea é pouco desenvolvida ou mesmo ausente (lagos de origem vulcânica e represas).

###### Região Limnica ou Pelágica
Ao contrário da região litorânea, a região limnética é observada em quase todos os ecossistemas aquáticos, sendo que suas principais comunidades são o plâncton (bactérias, fitoplâncton e zooplâncton) e o nécton (peixes).

###### Região Profunda
É uma região caracterizada pela ausência de organismos fotoautotróficos, em decorrência da não penetração de luz e por ser uma região dependente da produção de matéria orgânica das regiões litorânea e limnética. A sua comunidade bentônica é formada principalmente por invertebrados aquáticos (oligoquetas, crustáceos, moluscos e larvas de insetos).

###### Região de Interface Água-Ar
Esta região é habitada por duas comunidades: a do nêuston (organismos microscópios como bactérias, fungos e algas) e a do plêuston (macrófitas aquáticas e animais, tais como o aguapé, alface d'água e vários pequenos animais como as larvas de Culex - Diptera - que permanecem penduradas verticalmente da película superficial, perfurando-a e obtendo ar atmosférico para a sua respiração). A existência destas comunidades se deve a tensão superficial da água.

#### Lótico
Ecossistema lótico sistema de água em rios, córregos e riachos.
Águas correntes são definidas do ponto de vista hidrológico como uma "calha", na qual é transportada a descarga da água superficial (sistemas abertos). A sua classificação é muito mais complexa do que a classificação de lagos, porque a sua gênese não é um processo tão significativo. Os ambientes lóticos transportam substâncias cinética e as levam em geral ao mar. Além do transporte permanente de substâncias em solução, existe também o deslocamento de material insolúvel, de montante a jusante, especialmente sob a forma de erosão, e no curso inferior sobretudo sob a forma de sedimentação.

O grande pesquisador alemão Harold Sioli publicou em 1950 o histórico trabalho sobre os diferentes tipos de águas da região amazônica, identificando a estreita relação entre a química e a biologia das águas amazônicas com a geologia e a mineralogia da região. Os três grupos de rios identificados por SIOLI (1950) foram:
1. Rios de Água Brancas (Barrentas) - rios que drenam regiões geológicas recentes como os Andes e podem fornecer grande quantidade de material através de processos erosivos (ex.: Solimões, Madeira e Branco)
2. Rios de Águas Claras - rios que têm suas origens em regiões geologicamente antigas (ex.: Tapajós, Xingu e na bacia do rio Itanhaém o rio Mambu em seu alto curso, onde percorre terrenos pré-cambrianos).
3. Rios de Águas Negras - rios que originam-se em regiões planas, antigas e com solos arenosos e vegetação do tipo campina. A cor negra que caracteriza as águas se deve à ocorrência de um processo de decomposição incompleto que dá origem a substâncias húmicas (ex.: Negro e Caruru na Amazônia e rios Preto e Aguapeú na bacia do rio Itanhaém).